# Crassula elatinoides
Crassula elatinoides är en fetbladsväxtart som först beskrevs av Christian Friedrich Frederik Ecklon och Zeyh., och fick sitt nu gällande namn av H.C. Friedrich. Crassula elatinoides ingår i släktet krassulor, och familjen fetbladsväxter. Inga underarter finns listade i Catalogue of Life.